# SP-214
A SP-214 é uma rodovia radial do estado de São Paulo, administrada pelo Departamento de Estradas de Rodagem do Estado de São Paulo (DER-SP).

## Denominações
Recebe as seguintes denominações em seu trajeto:
	Nome:		José Simões Louro Junior, Rodovia
- De – até:	 São Paulo – Embu Guaçu
- Legislação:		LEI 6.435 DE 25/04/89

## Descrição
Principais pontos de passagem: Divisa São Paulo - Embu-Guaçu - Santa Rita

## Características

### Extensão
- Km Inicial: 31,010
- Km Final: 61,800

### Localidades atendidas
- São Paulo
- Itapecerica da Serra
- Embu Guaçu